# دبلیو. جیسون مورگان
 دبلیو. جیسون مورگان (انگلیسی: W. Jason Morgan؛ زاده ۱۰ اکتبر ۱۹۳۵ - درگذشتهٔ ٣١ ژوئیهٔ ٢٠٢٣)  یک ژئوفیزیک‌دان اهل ایالات متحده آمریکا بود. وی سهم  مهمی در ارائه تئوری زمین‌ساخت صفحه‌ای و زمین‌پویایی‌شناسی داشت. وی هنگام بازنشستگی استاد برجسته زمین‌شناسی ناکس تیلور و استاد علوم زمین در دانشگاه پرینستون بود. او تا هنگام مرگ به عنوان محقق مدعو در دپارتمان علوم زمین و سیاره دانشگاه هاروارد خدمت کرد.

## زندگی شخصی و مرگ
مورگان در سال ۱۹۵۹ با کری گلدشمیت ازدواج کرد. آنها صاحب دو فرزند شدند. کری در سال ۱۹۹۱ درگذشت.
مورگان در ۳۱ ژوئیه ۲۰۲۳ در ناتیک، ماساچوست در سن ۸۷ سالگی درگذشت.